# Dr. Yogami
Dr Yogami bildades i Ängelholm 1982, lagom till den 1960-talsinfluerade garagerockvåg som svepte över den svenska rockscenen vid mitten av 80-talet. 
Uppfödda på skramlig rockmusik, kalejdoskopisk psykedelia, svartvita skräckfilmer och knäppa sci-fi-utopier bestämde sig detta kultband för att föra sångaren och låtskrivaren Johan Mattsons vildvuxna popmästerverk - tänk Cramps möter 13th Floor Elevators, i Flamin’ Groovies replokal - till folket. 
Det ledde till omkring 100 spelningar i Sverige, Danmark, Holland och Tyskland; plus två singlar (”Billie Jean - You’re Obscene” samt ”Plastic Surgeon”), två fullängdare (”The Hottest Thing Since Rock’n’Roll” 1988 samt ”Between Rock And Roll” 1993) och två samlingsplattor (”Real Cool Time - Distorted Sounds From The North” och ”Raw Cuts”) med generationskamrater som Nomads, Sinners, Creeps och Wilmer X. 
Den första upplagan av Dr Yogami utgjordes av Johan Mattsson (sång och gitarr), Ingvar Johansson (gitarr), Ingmar Toft (bas), Lasse Thulin (trummor) samt klaviaturisten och multiinstrumentalisten Mats Bengtsson som bland annat spelade i Ängelholmsgruppen Llongo och senare i Wilmer X. Ingvar Johansson ersattes 1983 av Kenth Olsson, gitarr. 

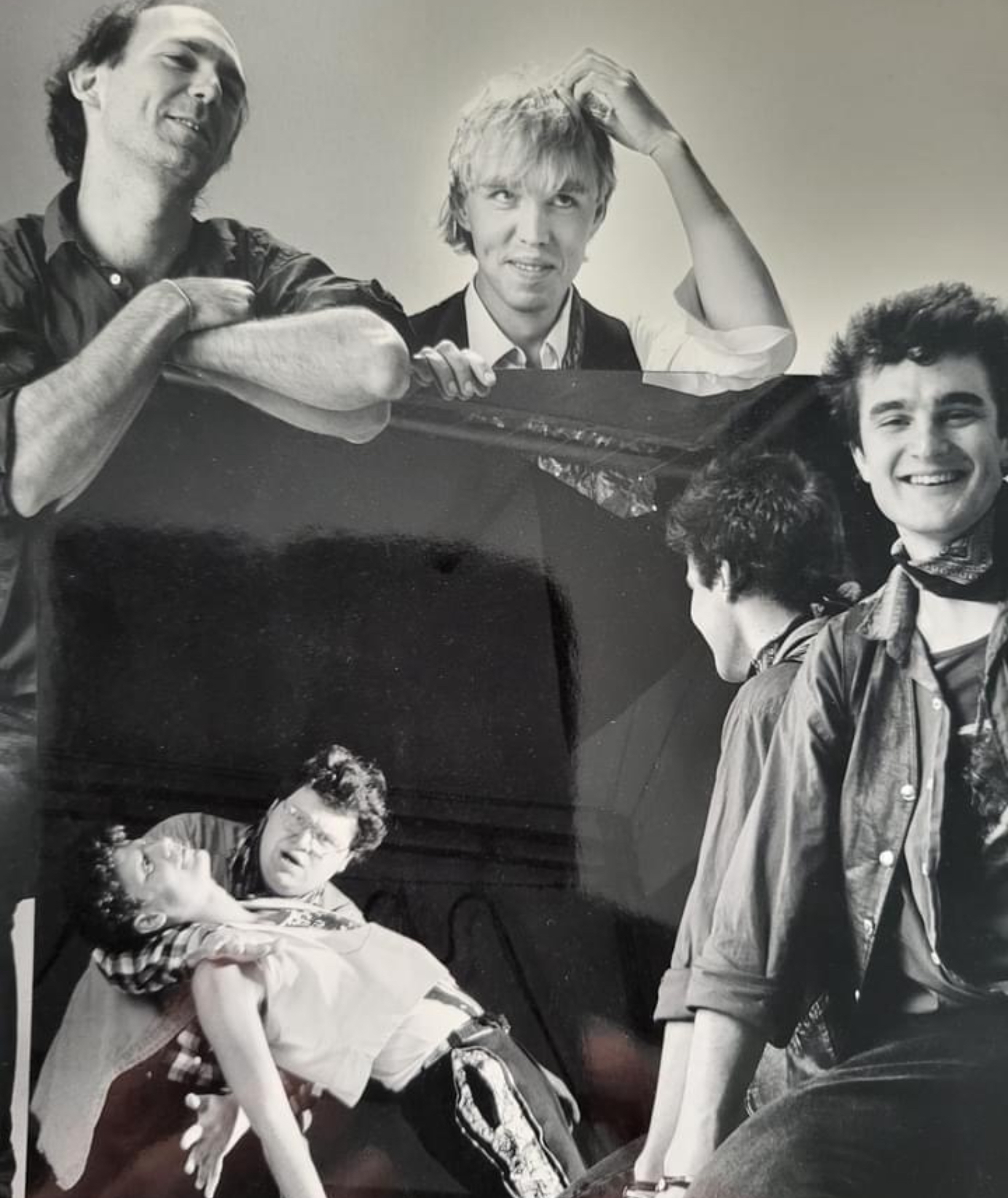

Bandet bildades i Ängelholm 1982 ur grupperna Rh-negativ (Peter Sköld, Arne Welin, Hans Sacklén - senare i Watermelon Men - Ingvar Johansson, Johan Mattsson och Kent Olsson gitarr, tvärflöjt - senare i Tellus-Y) och Herr Glömsk och de vansinniga fd. Pistagegröna Pudlar, Kaos och Sluten vård (Matta Persson, Anders "Panda" Olsson, Thomas Månsson, Ingmar Toft, Lasse Thulin och Håkan "Snaran" Larsson). Rh-negativ spelade en slags svensk new wavemusik, och Herr Glömsk spelade punk och svensk reggae. 
År 1988 gav man ut LP-skivan "The Hottest Thing Since Rock 'n Roll" (DD001). 1993 kom den senaste skivan, CD:n "Between Rock And Roll" (CDAm 85). Bandet har också släppt två singlar, "Billie Jean" 1984 och "Plastic Surgeon" 1985. Johan Mattsson är upphovsman till all text och musik.
Sommaren 2024 gjorde Dr Yogami sin första officiella spelning på 20 år, för att fira Tullakrokfestivalens i Ängelholm 50-årsjubileum. 

## Billie Jean (singel)
1. Billie Jean (You're Obscene)
2. It's Only For A While

## Plastic Surgeon (singel)
1. Plastic Surgeon
2. Flamin' Groovies

## The Hottest Thing Since Rock 'n Roll (LP)

### Sida A
1. Bad Infection
2. Decisions
3. She's So Sad
4. Fire
5. Brutal Love
6. Comin' Close To Heaven

### Sida B
1. I Will Call Your Name
2. Better Life
3. Please Take My Hand
4. Create Something Great
5. My Friend On The Moon

## Between Rock And Roll (CD)
1. Love Is Blind
2. Come To Me
3. Better Watch Your Step
4. Holes In My Soul
5. Ready Steady Go
6. Funny Little Game
7. Cow In Paradise
8. Where Are The Answers?
9. Told You Once
10. Explosion In Slowmotion
11. Going Crazy
12. Billie Jean (You're Obscene)

## Sättning
Sättningen på LP-skivan är: 
- Johan Mattsson, sång, gitarr;
- Mats Bengtsson, orgel (Korg), piano, synthesizer (juno 101), sitar, dragspel, bouzouki, ghaita, körsång;
- Kent Olsson, gitarr, tvärflöjt, körsång;
- Acetylen (Pseudonym för Lars Thulin), trummor, darbouka, maracas, tamburin;
- Ingmar Toft, bas.

Producent och ljudtekniker var Tomas Gabrielsson. Skivan spelades in med dennes mobila studio, i replokalen "Rockboden" på Norra Kyrkogatan i Ängelholm. 